# Pitirim Sorokin
Pour les articles homonymes, voir Sorokine.
Pitirim Sorokin (en russe : Питирим Александрович Сорокин, Pitirim Aleksandrovitch Sorokine), né à Touria (Empire russe) le 21 janvier 1889 (2 février dans le calendrier grégorien) et mort le 10 février 1968 à Winchester dans le Massachusetts, est un sociologue américain issu de l'immigration russe.  

## Biographie
Il est né en 1889 à Touria près de Syktyvkar dans une famille extrêmement pauvre du gouvernement de Vologda, d'un père charpentier et d'une mère paysanne. Il a dix ans quand ses parents décèdent. Il apprend à lire et à écrire par lui-même.
Après des études dans une école paroissiale et dans un lycée, il suit des études à l'université de Saint-Pétersbourg où il obtient en 1916 un doctorat en criminologie. Il commence sa carrière universitaire dans cette université. 
Il se marie avec une collègue, Helena Petrovna Baratynskaïa, avec qui il aura deux enfants.
En 1917, durant la première Révolution russe, il est anticommuniste et, membre du parti social-révolutionnaire, il est élu à l'Assemblée constituante. Il devient rédacteur du journal Narodnaïa Volia (La Volonté du peuple) ; il est secrétaire du premier ministre Alexandre Kerenski durant deux mois. Par la suite, après la prise du pouvoir par les Bolcheviks à la fin de 1917, il est arrêté en janvier 1918 par la Tchéka et incarcéré durant quatre mois. De nouveau arrêté en octobre 1918, il est condamné à mort. Pour l'anecdote, le secrétaire de Lénine, Lev Mekhlis, né une semaine avant lui en 1889, est chargé de sa situation. Après six semaines de détention, Sorokin est libéré et retourne enseigner à l'université de Petrograd, où il est nommé doyen de la Faculté d'Histoire et où il crée le département de sociologie. Il est arrêté une troisième fois fin 1922 pour « dissidence antibolchevique » et expulsé, avec d'autres intellectuels anticommunistes, vers l'Europe occidentale (« les bateaux des philosophes »). Il arrive à Prague début 1923, puis émigre peu après vers les États-Unis. Il ne retournera jamais en Russie, que ce soit en tant que conférencier ou même touriste.
Il publie en 1924 Leaves of a Russian Diary, dans lequel il retrace la vie quotidienne en URSS durant la guerre civile et où il expose ses idées anticommunistes, qualifiant le communisme de « plaie de l'humanité ». Il publiera en 1950 un addendum (The Thirty Years After - Trente ans après).
Il enseigne à l'Université du Minnesota de 1924 à 1930.
Il est naturalisé américain en 1930 et devient titulaire la même année de la chaire de philosophie de l'université Harvard de 1930 jusqu'à sa retraite en 1955. Il crée à Harvard le département de sociologie. 
Durant la Seconde Guerre mondiale, il fait partie du Russian War Relief, association américaine qui recueille des dons en faveur de la Russie ; il habite à cette époque à Winchester, près de Boston.
Durant ses années d'enseignement, il écrit 37 ouvrages et rédige environ 400 articles. L'un de ses ouvrages les plus connus est Social and Cultural Dynamics, publié en quatre tomes de 1937 à 1941.

## Axes de recherches
Pionnier de la sociologie moderne à qui l'on doit notamment le concept de mobilité sociale, Sorokin axe ses recherches pendant près de 25 ans sur l'altruisme. L'hypothèse de travail posait que l'individu est limité dans son engagement social. Cette tendance altruiste est selon Sorokin, la conséquence d'une perception réduite de ses capacités. Sorokin définit l’altruisme créatif comme « la capacité innée de servir les autres, commandée par un amour désintéressé ». Il met alors au jour que « le développement de l’altruisme créatif est associé à celui de la créativité, de l’intuition, du sens esthétique et à l’éveil sur le plan spirituel ». Il en déduit alors que le bien-être de la société future est principalement garanti par « le fonctionnement de l’individu à un niveau supérieur ».
Il a notamment critiqué la tendance des sciences humaines à la « quantophrénie » (la fascination du chiffrage des phénomènes), par imitation des sciences exactes.
Sorokin s'est également posé en détracteur des prises de position, dans les années 1940 et 1950, des théories de son collègue d'Harvard Talcott Parsons en faveur de l'exceptionnalisme américain, parlant au sujet de cette théorie d'attitude « américano-centrique ».

## Œuvres
- Crisis Of Our Age
- The Ways and Power of Love: Types, Factors, and Techniques of Moral Transformation
- Social and Cultural Dynamics (1937-1941)
- Society, Culture, and Personality: Their Structure and Dynamics (1962)
- Social and Cultural Mobility (1959), réédition de Social Mobility (1927)
- Explorations in Altruistic Love and Behavior: A Symposium (1950)
- Social Philosophies of an Age of Crisis (1950)
- Fads and Foibles in Modern Sociology and Related Sciences (1956), traduit de l'Américain par Cyrille Arnavon, Tendances et déboires de la sociologie américaine, Paris: Aubier, Éditions Montaigne, 1959, 401 pp. Collection Sciences de l'homme.